# 실케
실케(Silke, 1974년 2월 6일 ~ )는 스페인의 배우, 영화배우이다.
마드리드에서 태어났다.

## 영화
- 다크 아워 (2006년)
- 아이리스 (2004년)
- 죽음의 화물선 (2004년) - 사라 역
- 블랙 세레나데 (2001년)
- 대합과 홍합 (2000년)
- 다이어리 포 어 테일 (1998년)
- 대지 (1996년)
- 하이, 아 유 얼론? (1995년)